# Super Puzzle Bobble
Super Puzzle Bobble (スーパーパズルボブル?), también lanzado como Super Bust-A-Move en Europa y América del Norte, es un videojuego lógica desarrollada por Taito Corporation, y lanzada en 26 de noviembre de 2000 por Acclaim Entertainment para PlayStation 2 y PC (No para ser confusionado con la entrega de arcade con el mismo nombre). Fue portado para Game Boy Advance en 27 de noviembre de 2001 llamada Bust-A-Move All Stars, conocido como Super Puzzle Bobble Advance (スーパーパズルボブルアドバンス Sūpā Pazuru Boburu Adobansu?) en Japón. Esta es la continuación de la serie de Juegos de Puzzle Bobble. Fue relanzado solamente en Japón para PlayStation 2 en 2004 es parte de Super Puzzle Bobble DX (siguiendo con la secuela), como el volumen 62 de la exclusiva japonesa de la serie Simple 2000. Esta compilación incluye algunas mejoras gráficas.
- Datos: Q5233501